# ウルガマル
ウルガマル（キリル文字：Ургaмал、簡体字転写：乌日古木拉、1996年8月26日 -）は、中国内モンゴル自治区赤峰市バイリン右旗タバン・バルガス出身のサッカー選手である。現在Aリーグ女子セントラルコースト・マリナーズFCに所属。内モンゴル師範大学卒。

## 来歴
中学1年生であった2009年にフフホト市モンゴル族学校サッカー部のセレクションに合格し、同校へ転校。2015年に天津滙森WFCへ入団し、天津の解散が決まった2018年に長春大衆卓越WFCへ移籍した。

## 代表歴
2014年にU-20代表に招集される。フル代表には2017年の代表合宿で初招集されている。

## 脚註
1. 1 2  “赤峰3女将出征東京奥運会 看看都是誰？”. 搜狐新聞 (2021/07/12 06:39). 2021年8月14日閲覧。
2. ↑  Jamie Spencer (2021年7月6日). “Every confirmed women's football squad for the 2020 Olympic Games”.   90Min. 2021年7月17日閲覧。
3. ↑  Ameé Ruszkai (2021年7月13日). “Olympics 2020 squads: USWNT, Team GB & every official women's football tournament roster”.   Goal. 2021年7月17日閲覧。
4. ↑  “WURIGUMULA .”.   Olympics. 2021年7月17日閲覧。
5. ↑  “内蒙古呼和浩特市蒙古族学校5名女足隊員入選国家隊訓”. 中国網草原頻道 (2019年4月3日). 2021年8月15日閲覧。